# クラレッサ・シールズ
クラレッサ・シールズ（Claressa Shields、1995年3月17日 - ）は、アメリカ合衆国のプロボクサー、総合格闘家。現WBA・WBC・IBF・WBO女子世界ヘビー級統一王者。現WBA・WBC・WBO女子世界ミドル級統一王者。元WBO女子世界ライトヘビー級王者。元WBAスーパー・WBC・IBF・WBO女子世界スーパーウェルター級統一王者。元IBF女子世界ミドル級王者。元WBC・IBF女子世界スーパーミドル級統一王者。男女通じて史上初の世界3階級4団体統一王者。世界5階級制覇王者。

## 経歴
ミシガン州フリントで生まれ育つ。地下ボクシングの選手だった父親からボクシングを教わる。 父親はシールズが2歳の時に刑務所に収監され9歳の時に出所した。出所後、父親から聞かされたレイラ・アリの話に刺激され、中学生の時に本格的にボクシングを始めた。

### アマチュア時代
2012年5月、ロンドンオリンピック予選を兼ねた2012年世界選手権にミドル級（75kg）で出場し、2回戦でサバンナ・マーシャルに敗れるもベスト8に入りオリンピック出場権獲得。
2012年8月、初めてオリンピックで女子ボクシングが採用されたロンドンオリンピックにミドル級（75kg）で出場し、決勝でロシアのナデザ・トロポワを19–12で破り金メダルを獲得。オリンピックで金メダルを獲得した史上初めてのアメリカ人女子ボクサーとなった。
2016年8月、リオデジャネイロオリンピックにミドル級（75kg）で出場し、金メダルを獲得。
アマチュアボクシングの戦績は64勝（5KO）1敗。

### プロ時代

#### スーパーミドル級
2016年11月19日、プロデビュー戦をT-モバイル・アリーナで行われたアンドレ・ウォードVSセルゲイ・コバレフ第一戦の前座で、同じくプロデビュー戦となったフランション・クルーズと対戦し、4回3-0（40-36×3）の判定勝ちを収めた。
2017年3月10日、ジルビア・スサバドスと6回戦で対戦、4回1分30秒TKO勝ちを収めた。ShowtimeのShoBox: The New Generationシリーズで放送され、シールズはプレミアケーブルチャンネルのメインイベントとして放送された初めての女子ボクサーになった。
2017年6月12日、ドミトリー・サリタのサリタ・プロモーションズと契約。
2017年8月4日、WBC女子世界スーパーミドル級王者ニッキ・アドラーへの挑戦及び創設したIBF女子世界スーパーミドル級王座決定戦で対戦し、レフェリーストップで5回1分34秒TKO勝ちを収め、WBCとIBF世界王座の獲得に成功。プロ4戦目で世界王座を獲得する快挙を達成した。
2018年1月12日、トリー・ネルソンと対戦し、10回3-0（100-90×3）の判定勝ちを収め、WBC並びにIBF女子世界スーパーミドル級王座の初防衛に成功した。

#### ミドル級

##### 2階級制覇
2018年6月22日、空位のWBAスーパー王座並びにIBF女子世界ミドル級王座決定戦を、1階級下のWBA・WBO女子世界スーパーウェルター級王者ハンナ・ガブリエルと対戦し、初回にガブリエルの右アッパーでダウンを喫するも、10回3-0（98-91、97-92×2）の判定勝ちを収めWBAスーパー並びにIBF王座の獲得に成功。プロ6戦目で2階級制覇を達成した。試合後リングに上ってきたクリスティーナ・ハマーと乱闘寸前の激しい言い争いを繰り広げた。

##### 4団体統一
2019年4月13日、WBO女子世界ミドル級王者クリスティーナ・ハマーと王座統一戦並びにWBC女子世界ミドル級ダイヤモンド王座決定戦で対戦し、10回3-0（98-92、98-91×2）の判定勝ちを収めWBO王座を獲得すると同時に4団体統一に成功。リング誌女子ミドル級王座も獲得した。Showtimeが放送したこの試合は平均視聴者数33万9千人が視聴した。
2019年10月5日、イヴァナ・ハバジンと対戦を予定していたが、前日の計量会場でシールズの兄弟であるアーティス・マックがハバジンのトレーナーのジェームス・アリ・バシール（68歳）と言い争いの末にバシールを殴打した上に失神させ、顔面を複数箇所骨折する重症を負わせたために試合がキャンセルされた。マックは会場から徒歩で逃げ去るも、会場近くですぐに逮捕され、暴行罪で起訴された。2020年3月にマックは司法取引に応じて罪を認め、未決勾留期間158日が差し引かれたものの懲役1年の判決が下された。

#### スーパーウェルター級

##### 3階級制覇
2020年1月10日、空位のWBC並びにWBO女子世界スーパーウェルター級王座決定戦でイヴァナ・ハバジンと対戦し、10回3-0（100-90×2、99-89）の判定勝ちを収めWBCとWBO王座を獲得すると同時に、プロ10戦目での世界3階級制覇に成功した。
2020年12月1日、総合格闘技団体のPFLと契約し、2021年に総合格闘技デビューすることを発表。ボクシングも継続し、ボクシングと総合格闘技、2つのスポーツで史上最高を目指すと宣言した。

##### 2階級目の4団体統一
2021年3月5日、ミシガン州フリントでIBF女子世界スーパーウェルター級王者マリエ＝イブ・ディケアーと王座統一戦および空位のWBA世界女子スーパーウェルター級スーパー王座決定戦で対戦。10回3-0（100-90×3）の判定勝ちを収め、IBFとWBAスーパー王座を獲得し、ミドル級に続く4団体統一に成功。リング誌女子ジュニアミドル級王座も獲得した。2階級での4団体統一は男女通じて史上初。なお、この試合はマイナーなペイ・パー・ビューで放送されたが、元々は前年の5月9日に行われる予定でShowtimeで放送されることが決まっていた。しかし新型コロナウイルス感染拡大の影響で試合が延期になると、Showtimeが試合の放送を拒否してペイ・パー・ビューでの放送になったという経緯があり、シールズはこの予想外の出来事に失望し、このことが総合格闘技転向を決意した一因になったと語っている。

#### 総合格闘技デビュー
2021年6月10日、総合格闘技デビュー戦となったPFL 4でブリトニー・エルキンと対戦。1R、2Rはグラウンドで劣勢に立たされるも、3Rにパウンドで逆転のTKO勝ち。
2021年9月5日、イギリスのスポーツ専門チャンネルSky Sportsと契約。Sky Sportsと契約するイギリスのボクシングプロモーターBOXXERの興行に出場することとなった。
2021年10月27日、PFL 10でアビゲイル・モンテスと対戦し、グラウンドで劣勢に立たされて1-2の判定負け。

#### ボクシング復帰
2022年2月5日、イギリスでの初戦をカーディフのモーターポイント・アリーナでエマ・コズィンと対戦し、10回3-0（100-90×3）の判定勝ちを収めWBA、WBC、IBFミドル級王座の防衛に成功した。
2022年10月15日、ロンドンのO2アリーナでWBO女子世界ミドル級王者サバンナ・マーシャルと対戦し、10回3-0（97-93×2、96-94）の判定勝ちを収め、アマチュア時代に2012年世界選手権で敗れたリベンジを果たすと共に、WBO王座返り咲きを果たし2度目のミドル級4団体統一に成功した。
2023年5月25日、ハンナ・ガブリエルと6月3日に5年ぶりの再戦を行う予定だったが、5月2日に行われたVADAによるドーピング検査でガブリエルから禁止薬物の陽性反応が出たため中止になったことが発表され、対戦相手がマリセラ・コルネホに急遽変更になった。
2023年6月3日、ミシガン州デトロイトのリトル・シーザーズ・アリーナでWBC女子世界ミドル級1位のマリセラ・コルネホと対戦し、10回3-0（100-89、100-90×2）の判定勝ちを収め、王座防衛に成功した。
2023年7月12日、デヴィン・ヘイニー、ジャーボンテイ・デービス、シャクール・スティーブンソンらを抑えて、ESPY賞の最優秀ボクサー賞を受賞した。

#### ヘビー級

##### 5階級制覇
2024年7月27日、ミシガン州デトロイトのリトル・シーザーズ・アリーナで、WBC女子世界ヘビー級（WBCの女子ヘビー級は男子ヘビー級とは異なり168ポンド以上が規定体重）王者ヴァネッサ・ルパージュ＝ジョアニスへの挑戦および、前王者ゲオヴァナ・ペレスのキックボクシング転向に伴い3年半空位となっていた2階級上のWBO女子世界ライトヘビー級（175ポンド以下）王座決定戦という変則王座戦に挑み、2回中にジョアニスから3度のダウンを奪い、2回1分9秒TKO勝ちでWBC世界ヘビー級王座とWBO世界ライトヘビー級王座獲得に成功、アマンダ・セラノと藤岡奈穂子に次ぐ約7年ぶりとなる女子プロボクサー史上3人目の5階級制覇を果たした。なお、試合はライトヘビー級の契約体重にて行われた。

##### 3階級目の4団体統一・マリファナ使用疑惑
2025年2月2日、ミシガン州フリントのドート・ファイナンシャル・センターでWBC女子世界ヘビー級タイトルマッチおよび新たに創設されたWBA・WBO、IBF女子前王者ラニ・ダニエルズの返上に伴うIBF女子世界同級王座決定戦としてダニエル・パーキンスと対戦し、10回3-0（100-89、97-92、99-90）の判定勝ちを収めWBC王座の初防衛およびWBA・IBF・WBO王座の獲得とミドル級、スーパーウェルター級に続く女子世界ヘビー級史上初の4団体統一に成功。3階級での4団体統一は男女通じて史上初。しかし薬物検査で禁止薬物であるマリファナの陽性反応が検出されたことをWBOから告発され、同年2月20日に試合を管轄したミシガン州コミッションはシールズの出場停止処分を言い渡し、同時にWBOからマリファナ使用に関する理由開示を求められた。同年2月24日、ボクシング・コミッション協会会長のマイケル・マズーリはボクシングシーンの取材に対してミシガン州コミッションのシールズに対する処分を「やりすぎだ」と揶揄しシールズに関する調査結果を直ちに公表するよう求め、「体内にどれだけの量のマリファナが含まれていたのか、ナノグラムレベルで知りたい。（ドーピング検査は）綿棒による検査だったので、ナノグラムレベルは存在しない。我々はファイターからいかなるタイトルも剥奪されるべきではないと考えている。実際多くの州やコミッションはマリファナの検査を中止しており、私のコミッション（コネチカット州モヒガン・サン）もその1つ。このスポーツは業界と今日の基準に合わせて変化しなければならない。そして彼らは綿棒検査によるマリファナの結果を心配しているのか？プロモーターを責めることはできないし、ミシガン州内の壊れたシステムを責めることができる。」と語った。同年2月27日、WBO選手権委員会委員長のルイス・バティスタサラスはミシガン州コミッションのシールズへの訴訟手続きの一時停止を認め、これによりシールズ陣営はミシガン州コミッションに訴訟を起こす猶予ができ、その間にWBOから与えられる王座剥奪を含んだ処分を回避することができる。
2025年3月3日、シールズはWBO女子世界ライトヘビー級王座を返上した。
2025年3月14日、同日付でシールズの出場停止処分が解除されたことを発表し、シールズは自身のXで「正式に出場停止処分が解除されました！でも、皆さんちょっとお静かに！私がマリファナを吸ったと『思われて』出場停止処分になったと、皆さんは大声で騒いでいました！心配無用！それでも無敗のヘビー級チャンピオンです！私にはそれを証明する命令書があります！！！」とポストし、添付された写真には出場停止処分を解除する3月14日付の命令書があり、命令書には「当局は2025年3月6日に被疑者（シールズ）とコンプライアンス会議を開催した。」「コンプライアンス会議で、被疑者は、自身の行為がもはやスポーツの誠実さ、公共の利益、または競技者の福祉と安全に対する差し迫った脅威ではないという証拠を提示した。」と書かれていた。

##### vs.ダニエルズ
2025年7月26日、ミシガン州デトロイトのリトル・シーザーズ・アリーナでIBF女子世界ライトヘビー級王者のラニ・ダニエルズとヘビー級王座の防衛戦を行い、10回3-0（100-90、99-91×2）の判定勝ちを収めWBA・IBF・WBO王座の初防衛とWBC王座の初防衛に成功した。

## 人物・エピソード
- GWOAT（グレーテスト・ウーマン・オブ・オール・タイム、史上最強女子）を自称している。
- 男子ボクサーを普段からスパーリングで打ち負かしているのでほとんどの男子ボクサーに勝てると自負しており、ゲンナジー・ゴロフキンなら互角の勝負ができ、キース・サーマンなら間違いなく勝てると話している[39]。またジェイク・ポールにもボコボコにして勝てると言い[40]、片方の手を後ろで縛っていても勝てるや、10万ドルの賞金を出すからスパーリングでもいいから対戦しようと挑発している[41]。
- 総合格闘技デビュー前には、アマチュアボクシングからプロボクシングへ転向するきっかけになったジョーダン・メッツル博士の言葉『少し怖くなるくらいの目標が必要』を引用して、総合格闘技UFCとUFC世界女子フェザー級・バンタム級王者アマンダ・ヌネスへの挑戦を真剣に考えていると述べ、その後も、「（総合格闘技では）女性がより尊敬を得て、よりお金を稼いでいるわ」と述べるなど、完全転向は否定しているものの総合格闘技挑戦を頻繁に口にしていた[42][43]。2019年12月14日にヌネスが試合を行ったUFC 245を会場で観戦。その大会の試合後記者会見でヌネスは「私と対戦したいのなら、私の世界に来てください」「私は総合格闘家です。彼女は私と会いたいですか？私は彼女をレスリングでボコボコに叩きのめして柔術の関節技で終わらせます。彼女の気持ちが知りたいです」「彼女をボクサーとして尊敬していますが、私は総合格闘家です。ボクシングでは戦いたくありません。私は総合格闘技が好きです。私は今日やったことが好きなんです。もし彼女が5ラウンド対処できるなら、私に会いに来てください」と豪語した[44]。
- 総合格闘技をやろうと思ったきっかけは、上記の総合格闘技への挑戦という意味合いの他に、柔道オリンピック2大会連続金メダリストのケイラ・ハリソンがPFLで優勝賞金100万ドル（1億1千万円）を獲得したのを知ったからで、ボクシングで自分より実績が無い男子ボクサーが自分よりもファイトマネーを稼いでいたり、勝ち続けているのにもかかわらず自身のファイトマネーが下がったり安定しないのは、ボクシングに性差別があるからだと不満を語っている[45][46]。

## 戦績

### プロボクシング
戦績:17戦 17勝 (3KO) 無敗
| 戦           | 日付           | 勝敗 | 時間    | 内容    | 対戦相手                           | 国籍             | 備考 |
| ------------ | -------------- | ---- | ------- | ------- | ---------------------------------- | ---------------- | --- |
| 1            | 2016年11月19日 | ☆    | 4R      | 判定3-0 | フランション・クルーズ             | アメリカ合衆国   | プロデビュー戦 |
| 2            | 2017年3月10日  | ☆    | 4R 1:30 | TKO     | シルビア・サバドス                 | ハンガリー       | NABF女子北米ミドル級王座決定戦 |
| 3            | 2017年6月16日  | ☆    | 8R      | 判定3-0 | シドニー・ルブラン                 | アメリカ合衆国   | WBC女子世界スーパーミドル級シルバー王座決定戦                                                                                         |
| 4            | 2017年8月4日   | ☆    | 5R 1:34 | TKO     | ニッキ・アドラー                   | ドイツ           | WBC女子世界スーパーミドル級タイトルマッチ IBF女子世界スーパーミドル級王座決定戦                                                       |
| 5            | 2018年1月12日  | ☆    | 10R     | 判定3-0 | トリー・ネルソン                   | アメリカ合衆国   | WBC防衛1・IBF防衛1 |
| 6            | 2018年6月22日  | ☆    | 10R     | 判定3-0 | ハンナ・ガブリエル                 | コスタリカ       | WBA・IBF女子世界ミドル級王座決定戦 |
| 7            | 2018年11月17日 | ☆    | 10R     | 判定3-0 | ハンナ・ランキン                   | イギリス         | WBC女子世界ミドル級王座決定戦 WBA防衛1・IBF防衛1                                                                                      |
| 8            | 2018年12月8日  | ☆    | 10R     | 判定3-0 | フェムケ・ハーマンズ               | ベルギー         | WBA防衛2・WBC防衛1・IBF防衛2 |
| 9            | 2019年4月13日  | ☆    | 10R     | 判定3-0 | クリスティーナ・ハマー             | ドイツ           | WBA・WBC・IBF・WBO女子世界ミドル級王座統一戦 WBA防衛3・WBC防衛2・IBF防衛3 WBO・WBCダイヤモンド王座獲得                                |
| 10           | 2020年1月10日  | ☆    | 10R     | 判定3-0 | イヴァナ・ハバジン                 | クロアチア       | WBC・WBO女子世界スーパーウェルター級王座決定戦                                                                                        |
| 11           | 2021年3月5日   | ☆    | 10R     | 判定3-0 | マリエ＝イブ・ディケアー           | カナダ           | WBC・IBF・WBO女子世界スーパーウェルター級王座統一戦 WBA女子世界スーパーウェルター級スーパー王座決定戦 WBC防衛1・WBO防衛2 WBA・IBF獲得 |
| 12           | 2022年2月5日   | ☆    | 10R     | 判定3-0 | エマ・コズィン                     | スロベニア       | WBA・WBC・IBF・WBF女子世界ミドル級王座統一戦 WBA防衛4・WBC防衛4・IBF防衛3・WBF獲得                                                    |
| 13           | 2022年10月15日 | ☆    | 10R     | 判定3-0 | サバンナ・マーシャル               | イギリス         | WBA・WBC・IBF・WBO女子世界ミドル級王座統一戦 WBA防衛5・WBC防衛5・IBF防衛4・WBO獲得                                                    |
| 14           | 2023年6月3日   | ☆    | 10R     | 判定3-0 | マリセラ・コルネホ                 | アメリカ合衆国   | WBA防衛6・WBC防衛6・IBF防衛5・WBO防衛1                                                                                                |
| 15           | 2024年7月27日  | ☆    | 2R 1:09 | TKO     | ヴァネッサ・ルパージュ＝ジョアニス | カナダ           | WBC女子世界ヘビー級タイトルマッチ WBF世界ヘビー級王座決定戦 WBO女子世界ライトヘビー級王座決定戦                                       |
| 16           | 2025年2月2日   | ☆    | 10R     | 判定3-0 | ダニエル・パーキンス               | アメリカ合衆国   | WBA・IBF・WBO世界ヘビー級王座決定戦 WBC防衛1・WBF防衛1                                                                                |
| 17           | 2025年7月26日  | ☆    | 10R     | 判定3-0 | ラニ・ダニエルズ                   | ニュージーランド | WBA防衛1・WBC防衛2・IBF防衛2・WBO防衛1・WBF防衛2                                                                                      |
| テンプレート |                |      |         |         |                                    |                  | |

### プロ総合格闘技
| 総合格闘技 戦績 | 総合格闘技 戦績 | 総合格闘技 戦績 | 総合格闘技 戦績 | 総合格闘技 戦績 | 総合格闘技 戦績 | 総合格闘技 戦績 |
| --------------- | --------------- | --------------- | --------------- | --------------- | --------------- | --------------- |
| 2 試合          | (T)KO           | 一本            | 判定            | その他          | 引き分け        | 無効試合        |
| 1 勝            | 1               | 0               | 0               | 0               | 0               | 0               |
| 1 敗            | 0               | 0               | 1               | 0               | 0               | 0               |

| 勝敗 | 対戦相手             | 試合結果                | 大会名 | 開催年月日     |
| ×    | アビゲイル・モンテス | 5分3R終了 判定1-2       | PFL 10 | 2021年10月27日 |
| ○    | ブリトニー・エルキン | 3R 1:44 TKO（パウンド） | PFL 4  | 2021年6月10日  |

## 獲得タイトル
- NABF女子北米ミドル級王座
- WBC女子世界スーパーミドル級王座（防衛1=剥奪）
- IBF女子世界スーパーミドル級王座（防衛1=剥奪）
- WBA女子世界ミドル級王座（防衛6）
- IBF女子世界ミドル級王座（防衛6）
- WBC女子世界ミドル級王座（防衛5）
- WBO女子世界ミドル級王座（防衛0=返上）
- WBC女子世界スーパーウェルター級王座（防衛1=返上）
- WBO女子世界スーパーウェルター級王座（防衛1=返上）
- IBF女子世界スーパーウェルター級王座（防衛0=返上）
- WBA女子世界スーパーウェルター級スーパー王座（防衛1=返上）
- WBF世界ミドル級王座
- WBO女子世界ミドル級王座（防衛1）
- WBC女子世界ヘビー級王座（防衛2）
- WBO女子世界ライトヘビー級王座（防衛0=返上）
- WBF世界ヘビー級王座（防衛2）
- WBA世界ヘビー級王座（防衛1）
- IBF世界ヘビー級王座（防衛1）
- WBO世界ヘビー級王座（防衛1）
- リングマガジン女子世界スーパーウェルター級王座
- リングマガジン女子世界ミドル級王座
- WBC女子世界ミドル級ダイヤモンド王座

### 主な表彰
- アメリカ合衆国ボクシングライター・アソシエーション 2018年最優秀女子ボクサー
- ESPY賞 2023年最優秀ボクサー賞